# Xoridesopus leucotarsus
Xoridesopus leucotarsus là một loài tò vò trong họ Ichneumonidae.